# Giếng dầu

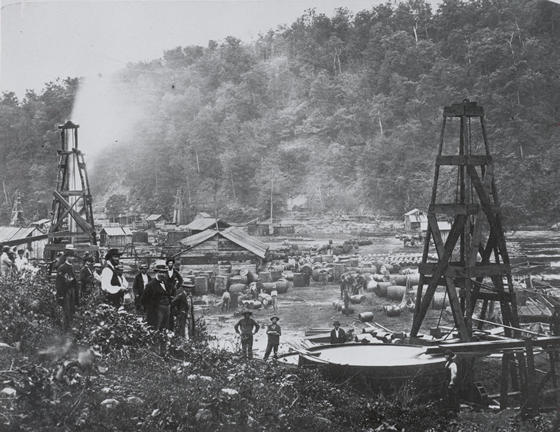
Một giếng dầu ở Pennsylvania, Mỹ vào khoảng năm 1862.

Giếng dầu là khái niệm của địa chất dầu khí và công nghiệp dầu khí chỉ lỗ khoan từ bề mặt vào trong lòng đất với mục đích tìm kiếm và khai thác Hydrocarbon (dầu mỏ hoặc khí đốt). Khái niệm này thường được dùng với ý bao gồm cả những giếng khai thác khí cùng với dầu, giếng chỉ có khí hoặc giếng bơm nước/khí vào vỉa.

## Vòng đời

### Lập kế hoạch
Các kỹ sư địa chất và kỹ sư địa vật lý cần xác định rõ ràng những mục tiêu và đối tượng địa chất của một giếng khoan trước khi khoan.
Đối với giếng thăm dò hoặc thẩm lượng, mục tiêu là để kiểm chứng sự tồn tại hoặc đánh giá quy mô của một vỉa chứa hydrocarbon.
Đối với một giếng khai thác, mục tiêu là tối ưu hóa khai thác, hay nói đơn giản hơn là khai thác được nhiều Hydrocarbon với chi phí thấp nhất.
Đối với giếng bơm ép, mục tiêu là bơm nước hoặc khí vào vị trí phù hợp để đẩy hydrocarbon vào các giếng khai thác gần đó.
Khi đã có điểm cuối của giếng và vị trí bắt đầu khoan từ bề mặt, quỹ đạo giếng (tuyến đường giếng được khoan qua) được thiết kế.
Sau đó các kỹ sư sẽ dự đoán các tính chất về địa chất, vật lý, hoá học... của đất đá nơi giếng được khoan qua, bao gồm đứt gãy, áp suất lỗ rỗng, độ rỗng, độ thấm, thạch học. Các thông tin này dùng để lập kế hoạch chi tiết về loại choòng khoan, bộ khoan cụ, dung dịch khoan, thiết kế ống chống, chương trình đo đạc và kế hoạch hoàn thiện giếng.

### Khoan
Một giàn khoan với một tháp cao được sử dụng để làm điểm tựa cho các thiết bị. Bộ khoan cụ, choòng khoan được kết nối với các cần khoan, là những ống thép được nối nhiều đoạn lại với nhau để đưa thiết bị khoan xuống lòng đất. Đường kính giếng khoan thường từ 12 cm cho đến 1 m.
Dung dịch khoan được bơm vào phía trong các cần khoan và đi ra bằng các lỗ thoát ở choòng khoan. Nó sau đó đi ngược lại lên mặt đất qua khoảng không giữa cần khoan và giếng khoan. Thành phần của dung dịch khoan có thể là nước, bọt nhưng thường là hỗn hợp lỏng các hạt sét và hoá chất. Công dụng của nó là làm mát choòng khoan, mang lên bề mặt các mảnh vụn đá (cuttings) và tạo áp suất để thành giếng không bị sụp.

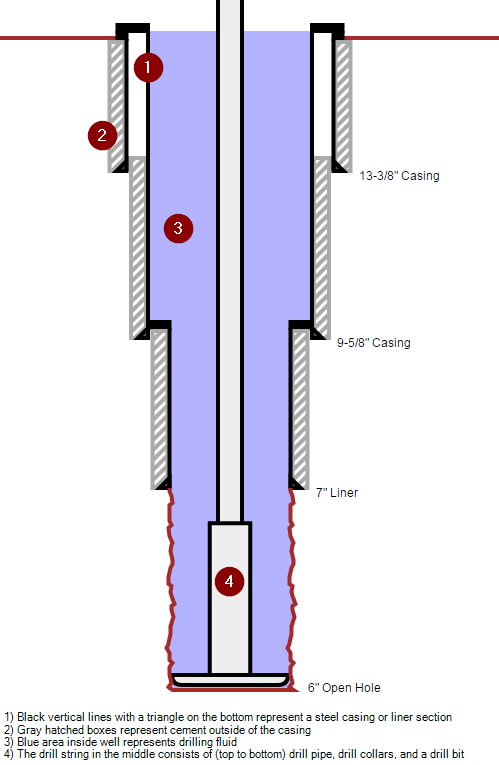
Sơ đồ các cấp ống chống của một giếng khoan.

Các mẫu đá vụn sau khi lên bề mặt sẽ được kỹ sư địa chất tại hiện trường phân tích đánh giá nhằm dự đoán cấu trúc địa chất, tính chất thạch học và tiềm năng chứa dầu khí của các tầng đá phía dưới.
Kỹ thuật định vị trong khi khoan (Measurement While Drilling - MWD) được sử dụng để đảm bảo giếng khoan đi đúng lộ trình thiết kế, đặc biệt với các giếng khoan ngang hoặc có quỹ đạo vòng vèo phức tạp. Ngoài ra, đo đạc trong khi khoan (Logging While Drilling - LWD) cũng thường được sử dụng để có được thông tin về tính chất các tầng đá.
Một giếng khoan thường được chia làm nhiều đoạn, dựa vào đặc tính của đá. Khi khoan xong một đoạn như vậy, công việc khoan tạm ngưng để đặt các ống chống, là những ống thép có đường kính nhỏ hơn lỗ khoan một chút. Sau đó xi măng được bơm vào khoảng trống giữa thành giếng và các ống thép đó nhằm gia cố sự vững chắc cho giếng. Sau khi xi măng khô, đoạn tiếp theo của giếng được thực hiện.
Vào cuối giếng khoan hoặc đôi khi ở giữa các đoạn riêng biệt, việc khoan cũng sẽ tạm dừng để thực hiện việc đo tài liệu địa vật lý giếng khoan dùng cáp (wireline) hoặc lấy mẫu lõi, mẫu chất lưu.

### Hoàn thiện
Sau khi giếng được khoan đến độ sâu thiết kế và gặp được mục tiêu mong muốn, các thiết bị khoan được rút lên bề mặt và các thiết bị hỗ trợ khai thác Hydrocarbon được đưa xuống. Nếu đoạn cần khai thác đã được chống ống thép, chúng sẽ bị bắn thủng nhiều lỗ nhỏ để tạo lối cho Hydrocarbon từ thành hệ đi vào giếng. Một số thiết bị khác nằm trong giếng dẫn dầu khí từ dưới đi lên mặt đất.
Đôi khi các tầng đá sẽ được bơm axit hoặc các hoá chất nhằm tạo ra nhiều khe nứt và lỗ rỗng liên thông, với mục đích làm Hydrocarbon từ trong đi ra dễ dàng hơn.
Nếu áp suất tự nhiên của vỉa chứa không đủ để đẩy Hydrocarbon lên bề mặt, một số phương pháp cưỡng bức (ví dụ bơm ép khí hay dầu) được thực hiện.

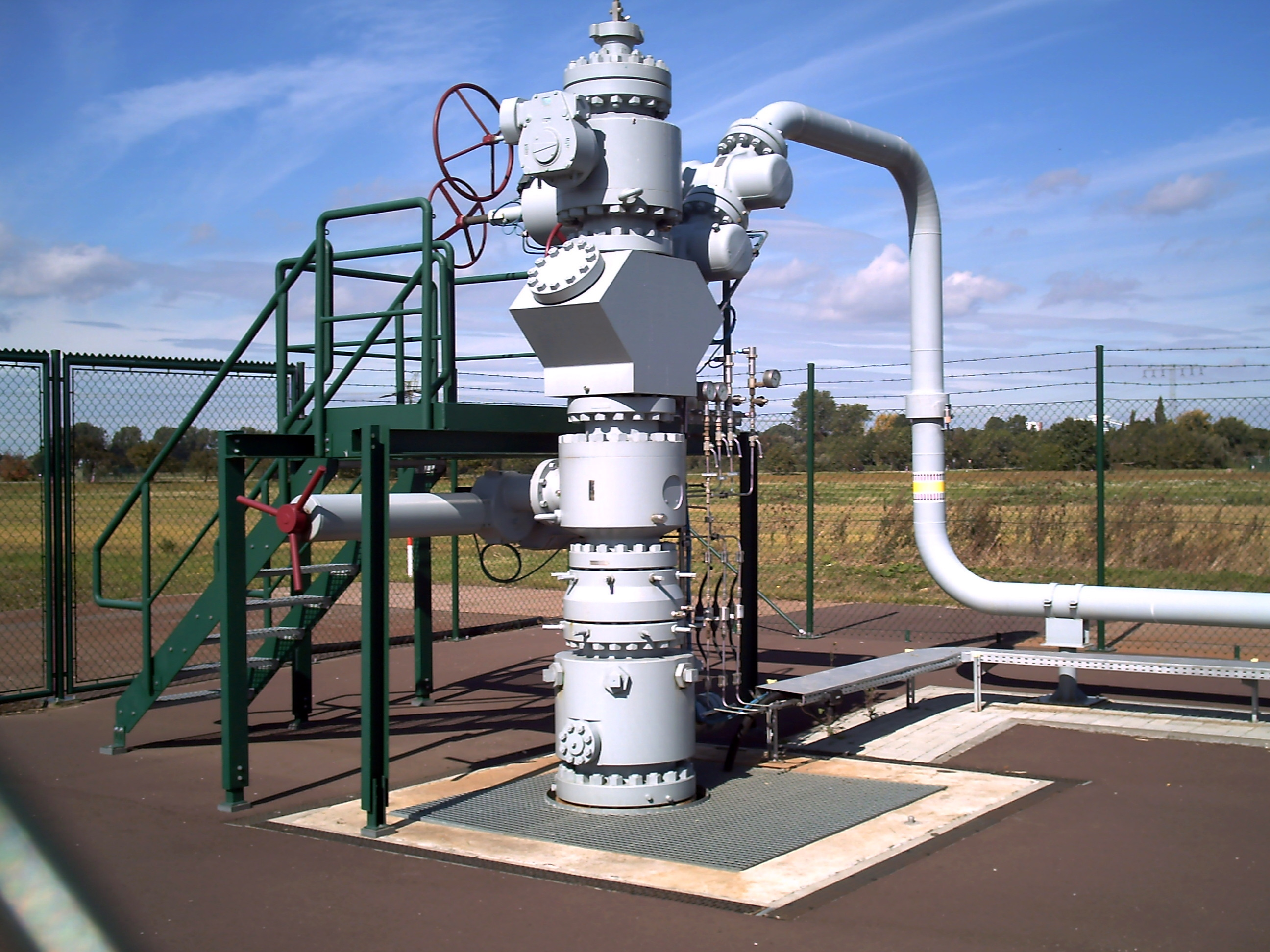
Một hệ thống van khai thác đầu giếng.

### Khai thác
Giàn khoan và các thiết bị bề mặt được dời đi, sau đó đầu giếng được nối với các thiết bị khai thác, bao gồm một hệ thống van và đồng hồ theo dõi. Chúng có tác dụng kiểm soát, tối ưu áp suất, lưu lượng của dòng chảy Hydrocarbon. Từ hệ thống khai thác đầu giếng này, dầu và khí có thể được dẫn đến các bồn chứa hay các thiết bị xử lý cao cấp hơn.

### Huỷ bỏ
Khi việc khai thác giếng khoan trở nên không còn hiệu quả về kinh tế, giếng sẽ bị đóng và huỷ bỏ. Các thiết bị trong giếng sẽ được rút lên tối đa trong khả năng cho phép. Xi măng được bơm vào để triệt tiêu các dòng Hydrocarbon. Đầu giếng được nút kín bằng xi măng và các mối hàn. Hầu hết các giếng khoan đã bị huỷ đều cho phép khai thác lại trong tương lại, một khi giá dầu tăng lên hoặc sự tiến bộ về kỹ thuật, công nghệ cho phép việc khai thác có lời trở lại.